# Nivolumab
Nivolumab, đang được bán trên thị trường với tên gọi khác là Opdivo, là một loại thuốc dùng để điều trị ung thư. Thuốc này được sử dụng như một phương pháp điều trị đầu tiên cho những người mắc khối u ác tính không thể phẫu thuật hoặc di căn kết hợp với ipilimumab nếu ung thư không có đột biến ở BRAF, là điều trị bậc hai sau điều trị bằng ipilimumab và nếu ung thư có đột biến ở ức chế BRAF, với chất ức chế BRAF, là phương pháp điều trị bậc hai đối với ung thư phổi không phải tế bào nhỏ vảy, và là phương pháp điều trị bậc hai đối với ung thư biểu mô tế bào thận hiện nay. Nivolumab gần đây đã được cơ quan y tế phê duyệt cho điều trị bệnh ung thư phổi tế bào nhỏ.

## Sử dụng trong y tế
Nivolumab được sử dụng như một phương pháp điều trị  đầu tiên cho các ung thư hoặc khối u ác tính di căn kết hợp với ipilimumab, và nếu ung thư không có đột biến trong ức chế BRAF, và như là một phương pháp điều trị thứ hai  cho khối u ác tính không hoạt động hoặc di căn sau điều trị ipilimumab, và nếu ung thư có đột biến BRAF, chất ức chế BRAF. Thuốc này cũng được sử dụng để điều trị ung thư phổi không phải tế bào nhỏ di căn vảy di căn bằng hoặc sau khi dùng thuốc dựa trên bạch kim và để điều trị ung thư phổi tế bào nhỏ  Nó cũng là loại thuốc được sử dụng như một phương pháp điều trị cho ung thư biểu mô tế bào thận sau khi đã điều trị chống angiogen bị thất bại.